# Camptothecium sericeoides
Camptothecium sericeoides là một loài rêu trong họ Brachytheciaceae. Loài này được Müll. Hal. & Kindb. Kindb. mô tả khoa học đầu tiên năm 1894.